# Astral Doors
Astral Doors es un grupo de heavy metal procedente de Borlänge (Suecia) y surgido en el año 2002.

## Historia
A principios del 2002, el guitarrista sueco Joachim Nordlund y el baterista Johan Lindstedt formaron equipo y decidieron escribir algunas canciones de metal con el espíritu de clásicos como Rainbow, Dio, Black Sabbath y Deep Purple. Hablaron con Nils Patrik Johanson, un viejo amigo de Johan, para preguntarle si quería ser el cantante en este proyecto. Nils Patrik aceptó la oferta y Astral Doors estaba ya más cerca de ser una realidad.
Joachim le preguntó a Jocke Roberg si quería unirse a la banda, y un apretón de manos más tarde ya formaba parte de ella como teclista. Martin Haglund de “Universal Puppies” fue llamado para ocupar el puesto de bajista. Aunque, a principios del 2003 Martin se pasó a la guitarra, para que el grupo consiguiera un potente sonido al tener dos guitarras, y su puesto de bajista lo ocupó Mika Itäranta. Astral Doors había nacido…
Ellos terminaron la grabación de su álbum debut “Of the son and the father” (mezclado por Tägtgren en los Abyss Studio) y empezaron a trabajar con la compañía danesa Intrometal Management. La banda consiguió una gran repercusión mediática, con fantásticas críticas en todos lados, y varios festivales no tardaron en contar con la presencia de Astral Doors. Actuaron en el Wacken Open Air, en el Sweden Rock Festival y en el Decibel 2000 durante el verano del 2004, ganando nuevos fanes.
Sin dormirse en los laureles, Astral Doors terminaron rápidamente su segundo disco “Evil is forever” y fue editado por varios sellos discográficos. La salida de este disco, tuvo de nuevo una gran repercusión en los medios y fue bien recibido por los fanes, seguida de una larga gira europea como teloneros de los dioses alemanes del metal Grave Digger, además de varios festivales y conciertos en Suecia, sin olvidar el exitoso concierto en Alemania con la princesa del hard rock, Doro Pesch.
Queriendo dar las gracias a sus fanes europeos con algo de material extra y exclusivo, mientras esperaban por su siguiente larga duración, la banda recopiló variedad de material y de canciones no publicadas y un bonus track para Japón, y en octubre de 2005 editaron el EP “Raiders of the ark”.
A finales del 2005 la banda regresa de nuevo a los Abyss Studio con Peter Tägtgren para grabar su tercer álbum, “Astralism”. Este disco se publica en 2006 y deja asombrado a todo el mundo con sus rugientes riffs y su riqueza técnica. Sin embargo, el grupo no está contento con el resultado y hace remezclar y remasterizar el álbum. Esta edición fue publicada un par de meses después que la versión original. Terminando el 2006 Astral Doors recibe la oferta de telonear a los reyes del power metal Blind Guardian, oferta que no rechazan.
Tras muchos éxitos, y dos meses después de su gira con Blind Guardian, Astral Doors comienzan inmediatamente a escribir nuevo material para su cuarto disco. Astral Doors siempre tendrá ambos pies en el hard rock clásico, pero esta vez deciden añadir más elementos, estados de ánimo y variaciones al típico Sonido Astral. “New revelation” llega a ser un gran éxito para la banda y salen de gira para promocionarlo.
A principios del 2010 sale a la venta el quinto álbum de la banda titulado “Requiem of time”. Este disco se puede describir como una mezcla entre el hard rock clásico de su primer trabajo “Of the son and the father” y el más básico power/heavy metal que se podía escuchar en su más reciente “New revelation”.

## Discografía
- Of the Son and the Father (2003) - Cloudbreaker in Japan
- Evil Is Forever (2005)
- Raiders of the Ark - EP (2005)
- Astralism (2006)
- New Revelation (2007)
- Requiem Of Time (2010)
- Jerusalem (2011)
- Notes from the Shadows (2014)
- Black Eyed Children (2017)
- Worship or Die (2019)